# Leichtathletik-Weltmeisterschaften 2013/Teilnehmer (St. Vincent und die Grenadinen)
| Gelbes Symbol für Goldmedaillen mit stilisierten Olympischen Ringen | Graues Symbol für Silbermedaillen mit stilisierten Olympischen Ringen | Braundes Symbol für Bronzemedaillen mit stilisierten Olympischen Ringen |
| ------------------------------------------------------------------- | --------------------------------------------------------------------- | ----------------------------------------------------------------------- |
| —                                                                   | —                                                                     | —                                                                       |

Der Leichtathletik-Verband von St. Vincent und den Grenadinen stellte eine Teilnehmerin und einen Teilnehmer bei den Leichtathletik-Weltmeisterschaften 2013 in der russischen Hauptstadt Moskau.

## Ergebnisse

### Männer

#### Laufdisziplinen
| Athlet            | Disziplin | Vorlauf | Vorlauf | Halbfinale         | Halbfinale         | Finale             | Finale             |
| Athlet            | Disziplin | Zeit    | Platz   | Zeit               | Platz              | Zeit               | Platz              |
| ----------------- | --------- | ------- | ------- | ------------------ | ------------------ | ------------------ | ------------------ |
| Courtney Williams | 200 m     | 21,98 s | 49      | nicht qualifiziert | nicht qualifiziert | nicht qualifiziert | nicht qualifiziert |

### Frauen

#### Laufdisziplinen
| Athlet           | Disziplin | Vorlauf    | Vorlauf | Halbfinale         | Halbfinale         | Finale             | Finale             |
| Athlet           | Disziplin | Zeit       | Platz   | Zeit               | Platz              | Zeit               | Platz              |
| ---------------- | --------- | ---------- | ------- | ------------------ | ------------------ | ------------------ | ------------------ |
| Kineke Alexander | 200 m     | 23,42 s    | 34      | nicht qualifiziert | nicht qualifiziert | nicht qualifiziert | nicht qualifiziert |
| Kineke Alexander | 400 m     | 51,62 s SB | 14      | 51,64 s            | 15                 | nicht qualifiziert | nicht qualifiziert |